# Алекс (Заводной апельсин)
Алекс (англ. Alex) — главный антигерой романа Энтони Берджесса «Заводной апельсин» (англ. A Clockwork Orange) и одноимённой экранизации Стэнли Кубрика, в котором его роль исполняет Малкольм Макдауэлл. В киноадаптации Алекс носит фамилию Делардж (англ. DeLarge), поскольку в романе Алекс называет себя «Александр Лардж», имея в виду Александра Великого. Американский киноинститут (AFI) включил персонажа Макдауэлла в список 100 величайших киногероев и кинозлодеев.

## Характеристика
Алекс является протагонистом и рассказчиком в романе, где его фамилия не упоминается. В фильме, однако, в дополнение к фамилии «Делардж», добавляются несколько газетных вырезок (с указанием о возвращении Алекса в нормальное общество после долгого лечения системой Людовико), где его имя указывается как Алекс Бёрджесс, что является отсылкой к автору романа — Энтони Бёрджессу.
Алекс изображён как социопат, грабящий, насилующий, и, в конечном итоге, убивающий ради удовольствия. Он осознаёт, что такое поведение неправильно — по его словам, «невозможно иметь общество, где все бы вели себя так, как я той ночью» (англ. you can't have a society with everybody behaving in my manner of the night). При этом его выводят из себя побуждения тех, кто хочет переделать его самого и таких, как он: ведь он сам ни за что не стал бы мешать им быть хорошими.
Алекс разговаривает на надсате — вымышленном автором романа подростковом жаргоне, представляющем собой смесь английских слов с заимствованиями в основном из русского языка, а также с вкраплениями из французского, немецкого, «экзотических» языков (малайского, цыганского), библейских выражений и подросткового сленга. Он любит молоко с добавками — стимуляторами («молоко плюс») и галлюциногенами («synthemesc»). Алекс обожает классическую музыку, особенно Бетховена — или, как он его называет, «прекрасного прекрасного Людвига Вана» (англ. lovely lovely Ludwig Van). Слушая эту музыку, он переживает фантазии, имеющие отношение к страху смерти, пыткам и массовым убийствам, испытывая при этом нечто наподобие оргазма.

## Критика и отзывы
- Алекс получил 10-е место в списке лучших злодеев 100 лучших героев и злодеев по версии Американского института киноискусства[2].
- Журнал «Wizard» присудил персонажу 36-е место в рейтинге величайших злодеев всех времён.[3]